# 喜多川務
喜多川務（1957年12月21日—），日本男演員，出生於山口县。

## 參與作品

### 電影
- 摩斯拉3 王者基多拉來襲（1998年）（王者基多拉）
- 哥吉拉2000（1999年）（哥斯拉）
- 哥吉拉×美加基拉斯 G消滅作戰（2000年）（哥斯拉）
- 哥吉拉×機械哥吉拉（2002年）（哥斯拉,特生自衛隊隊員）
- 哥吉拉×摩斯拉×機械哥吉拉 東京SOS（2003年）（哥斯拉）
- 哥吉拉 最後戰役（2004年）（哥斯拉,道具服動作顧問）

### 電視劇
- 大戰隊風鏡Ｖ
- 電擊戰隊變化人
- 五星戰隊大連者
- 忍者戰隊隱連者
- 獸拳戰隊激氣連者
- 炎神戰隊轟音者
- 海賊戰隊豪快者